# お母さん

お母さん（■:右上）と子供（■:中央下）

お母さん（おかあさん）とは、日本語で母親を呼ぶ最も一般的な親族呼称のひとつである。
江戸時代に上方の中流階級以上で使われ始め、明治36年（1903年）に尋常小学校の教科書に採用され急速に広まった。それ以前の江戸（東京）では「おっかさん」が多かった。近年では代わりにママ（中国語ピン音: māma, ロシア語: мама, 英語: mama）と呼ぶ場合も多い。おかあさんは、花街で芸妓が用いる置屋の女主人の呼称でもある。

## 用法、類語
「お母さん」は次の場合に用いられる：
1. 子が、母親に呼びかける際に使用する場合
例：「お母さーん!」
2. 母親が、子に対して自分のことを指して言う場合
例：「はい、お母さんはここにいますよ。」
3. 夫が、子の父親として、あたかも子の立場にいるかのように妻に対して呼びかける場合
例：「お母さん、茶をくれ。」
4. 父親が、子の母親を指して子に語りかける場合
例：「お母さんに聞いてごらん。」
5. 第三者が、子の母親を指して子に語りかける場合
例：「お母さんはどこに行ったの?」
6. 年配女性に対して親しみを込めて呼ぶ場合　　　　　　　　　　　　
例：「お母さんはいくつですか？」

なお、かあさんは1.～3.で用いられる。同義のお袋は1.と5.（青年間）だけで用いる。他にかあちゃん、ちゃーちゃんなどとも。

## 親戚に対する呼称
稀ながら自分の母に当たる女性以外にも既婚の若い女性から中年期以降の成人女性を指して呼ぶ一般語としても用する。
1. 義母 - 配偶者の母が中年期以降の成人女性である場合。もしくは高齢の女性だったり子の祖母である場合は、一家として「おばあさん」と呼ぶ場合もある。
2. 伯母・叔母 - 「おば」にもかかわらず「ママ」や「〜のお母さん」と呼ばれる場合もある。
3. 祖母 - 中年期以降の成人女性である場合（40〜50代以降の人はまだ若い為、高齢ぶったりするのがあまり良くないと考えられている。）

## 対語・関連語
- 母性
- お父さん
- おば
- おばあさん